# ヒーンギーラ
ヒーンギーラ (バクトリア語:  χιγγιλο Khingilo, ブラーフミー文字: Khi-ṇgi-la, 中古中国語: 金吉剌 Jīnjílà, ペルシア語: شنگل Shengil; 430年ごろ-490年)は、フーナ族（アルハン・フン、バクトリア語: αλχανο, 中古中国語: 嚈噠)の初代の王。エフタル王フシュナヴァーズ (fl. 484年)と同時代の人物である。

## 概要
烏孫が柔然の圧力を受けてセミレチエからパミール高原へ移動すると、ヒーンギーラは460年ごろにウアルとXionitesを統合し、エフタルの王朝を築いた。
ミティリーニの司教で教会史家のザカリアス・スコラスティクス (c. 465年, ガザ – 536年以降)の記述によれば、烏孫に奪われた耕作地の代わりを求めたヒーンギーラ率いる「ウアルとChionites」が西のサビル族を追い出し、そのサビル族はウゴル系・オノグル系のサラグル族に取って代わり、そのサラグル族が東ローマ帝国に同盟と土地を求めてきたのだという。
ヒーンギーラは硬貨の銘としてブラフミー文字で「デーヴァシャヒ　ヒーンギーラ」 (, Deva Shahi Khingila、神-王ヒーンギーラの意)と刻ませている。
また「ヒーンギーラの印」と呼ばれるバクトリア語の銘文が知られているが、これがヒーンギーラのものか、あるいは同名の別人物のものかは定かでない。

## 硬貨・工芸品

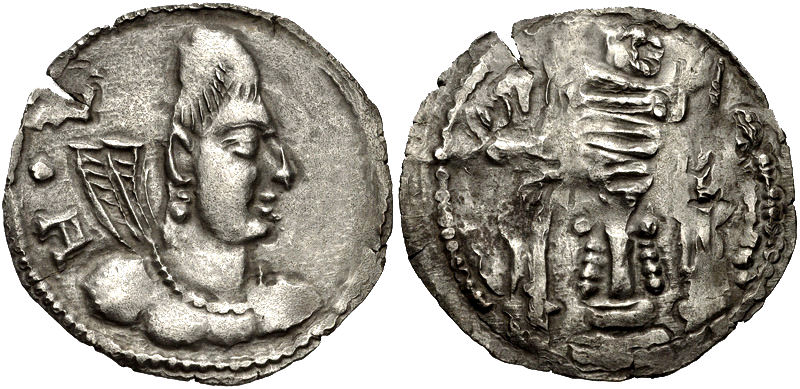
幼ヒーンギーラの硬貨　440年 - 490年ごろ。
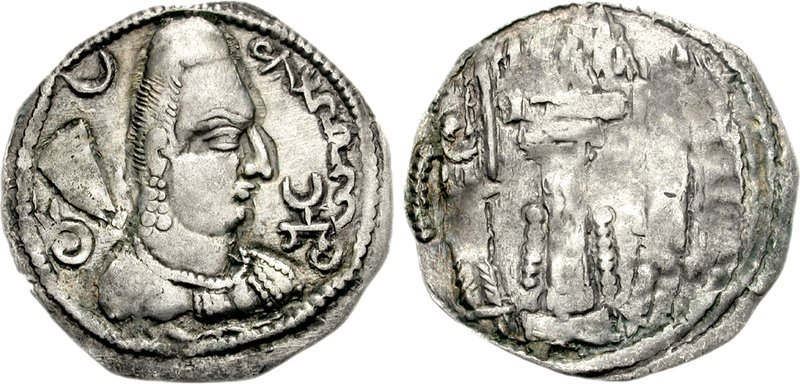
ヒーンギーラの硬貨。バクトリア語でαλχονο（アルハン）という文字とタムガが添えられている[7][8]。
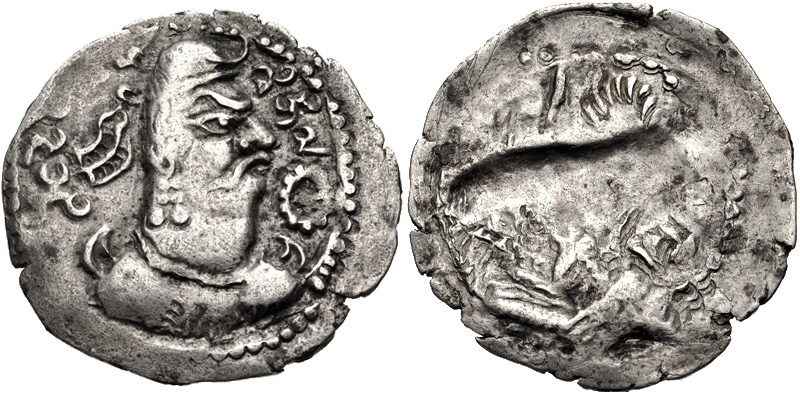
後期の硬貨。ブラフミー文字でヒーンギーラの名が記されている。
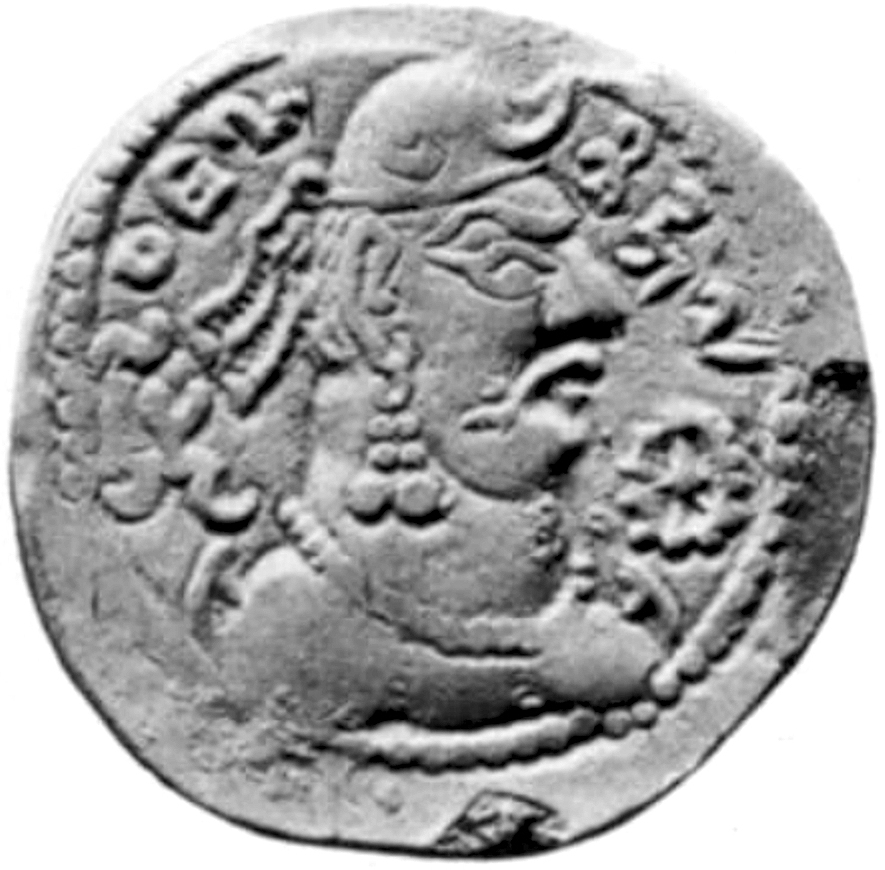
デーヴァシャヒヒーンギーラ ()と刻まれた硬貨 440年 - 490年ごろ。
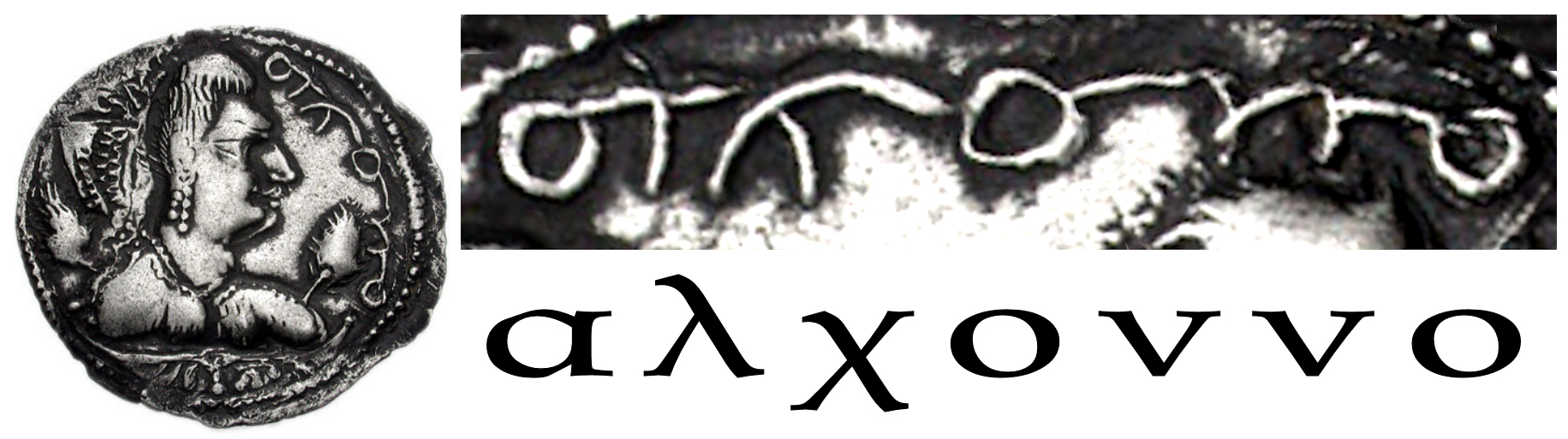
ヒーンギーラの硬貨にみられる、アルハンを意味するグレコ・バクトリア語の刻銘。（αλχοννο）
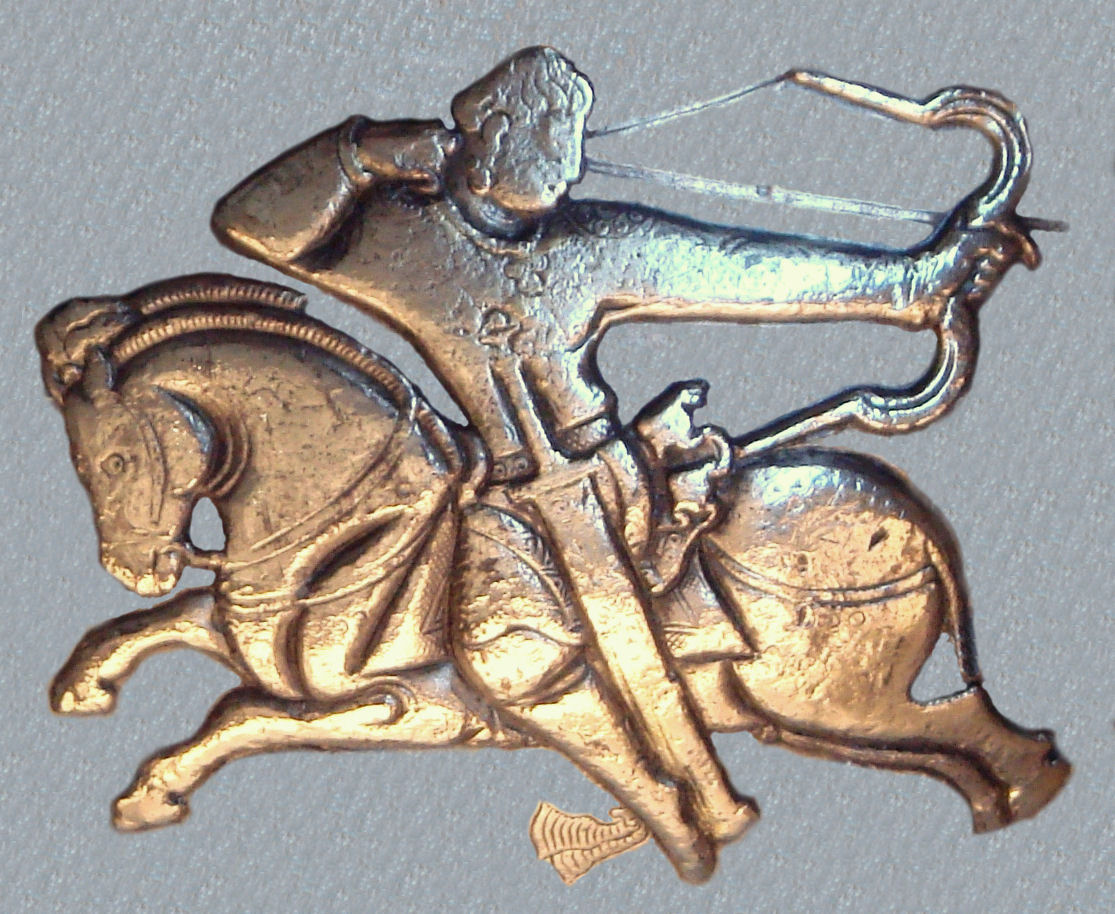
エフタルの銀椀（英語版）にあったアルハン・フンの騎兵の図。ヒーンギーラを描いたものである可能性がある[10]。
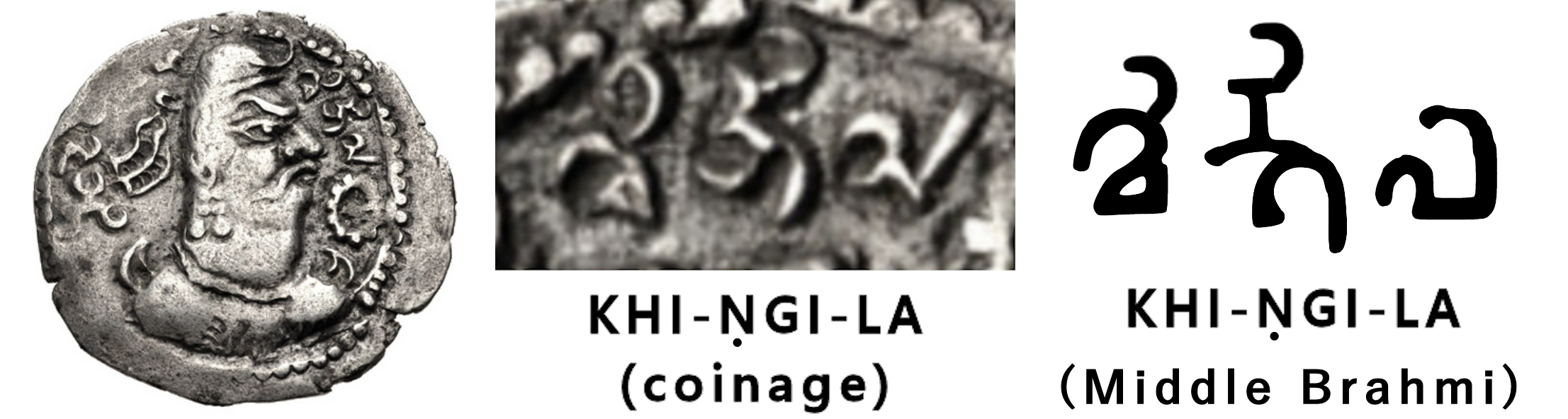
後期の硬貨にみられる、ブラーフミー文字による「ヒーンギーラ」の刻銘。